# Silvio Santini
Silvio Santini (Carrara, 23 maggio 1946) è uno scultore italiano.

## Biografia
Santini nel 1958 si iscrive all'Istituto Professionale per il marmo Pietro Tacca di Carrara e qui incontra Paolo Grassi e Mario Fruendi, con i quali in seguito darà vita al laboratorio di scultura S.G.F .
Nel 1964 viene assunto dal laboratorio Nicoli di Carrara. Qui ha la possibilità di collaborare a opere di artisti tra i quali Enzo Plazzota, Antonie Poncet, Mario Rossello, Giuliano Vangi e Ipoustéguy. 
Il sodalizio con gli studi Nicoli si conclude sette anni dopo. Questa esperienza permette a Santini di fondare nel 1971, con altri due artisti, un proprio laboratorio che prende il nome di S.G.F (dall'iniziale dei rispettivi cognomi). Il laboratorio ha realizzato un San Bartolomeo per la Basilica di San Pietro in Vaticano. Con la nascita del laboratorio Santini comincia a scolpire opere proprie oltre a cooperare con altri artisti nella realizzazione delle loro. In particolare, tra il 1982 e il 1996 collabora con l'artista svizzero Max Bill.
Nel 1979 partecipa al Simposio Internazionale di scultura di Carrara e a varie edizioni della Biennale d'arte di La Spezia; nel 1980 alla Collettiva di grafica di Tokio.
Negli anni ottanta il suo lavoro assume un aspetto innovativo, avvicinandosi ai principi del Concretismo.
Le sue opere sono state esposte in molte città italiane ed estere, tra le quali Odense, Amsterdam, Lugano, Firenze, Pietrasanta, Viareggio e Zugo. Inoltre le opere di Santini sono presenti in numerose collezioni private in Italia, Svizzera, Francia e Belgio.

### Stile
All'inizio della sua carriera, nei primi anni settanta, le opere con cui entra nel mondo dell'arte sono tutte riconducibili al tema comune della visione interiore. Dieci opere danno origine al ciclo sculture visionarie. Esse rappresentano il sentire profondo dell'artista, una visione, un viaggio esistenziale dalle quali traspare la vitalità dell'artista stesso che plasma stalattiti e stalagmiti seguendo ciò che già scorgeva nella pietra grezza, poi modellata a mano. Importante è la figura di William Blake che è spesso evocata dalla sensualità ed erotismo delle opere di Santini. In parallelo al ciclo delle sculture visionarie, Santini comincia a scolpire opere in marmo di Carrara.
Dagli anni settanta agli anni ottanta i temi di queste sculture sembrano non avere alcun filo conduttore. La ricerca del qui ed ora è ravvisabile in una serie di sculture che possono essere definite sculture essenziali, esse rappresentano un viaggio nell'animo interiore, come: cutrettola o il canneto. Ogni opera eseguita in questo periodo rappresenta un'emozione, un sentimento, un pensiero che prende forma nella roccia. Oltre al ciclo delle sculture essenziali a metà anni settanta Santini realizza delle sculture erotiche. Queste opere vedono alla base della loro creazione il concetto che nessun senso va disprezzato e che per percepire al meglio l'opera siano necessari non solo la vista ma anche il tatto. L'idea dell'artista è quella che solo attraverso il contatto con l'opera l'osservatore può percepire un'emozione. L'idea che le sculture devono essere toccate per essere maggiormente comprese, sarà alla base di un ciclo di opere per non vedenti che nascerà molti anni dopo.
Nel 1979 Santini partecipa al Simposio Internazionale di Scultura a Carrara con l'opera omaggio a Dioniso, mentre l'anno seguente espone Leda e il cigno (opera che appartiene alle sculture erotiche).
Nel 1984 partecipa al Simposio di Scultura della città di Digne con l'opera donna di cuori appartenente alle sculture essenziali. 
Con l'avvento degli anni ottanta, il pensiero di Santini si evolve, le sue opere assumono un aspetto molto innovativo e lo stile si avvicina ai principi dell'arte concreta. Le principali fonti di ispirazione diventano la ricerca dell'equilibrio e le leggi matematiche. Importante è stato nel 1982 l'incontro, poi mutato in sodalizio lungo quindici anni, con l'artista poliedrico svizzero Max Bill. Da questa relazione nasce in Santini il pensiero del daimon interiore che può affiorare attraverso la tensione scaturita dal pensiero che unisce il morale all'immorale. 
Negli anni novanta Santini crea delle opere per non vedenti, scrivendo sulle sue opere alcune famose poesie in braille. Il tatto permette al non vedente di percepire la morfologia dell'opera. 
Negli anni duemila l'artista rende le sue opere formali ma al tempo stesso poetiche che comunicano con coloro che le osservano. Alcuni esempi possono essere: Tre e Il canneto di Giada. In questo periodo emerge un nuovo tema, quello delle barche che diventano la metafora del nostro occhio interiore. Queste sono sculture geometriche, che rimandano alla forma stilizzata delle barche e mostrano sulla superficie dei cerchi concentrici. Tra queste sculture geometriche si ricordano una goccia, due gocce e Galaxi.
Con le due mostre personali Fantasie dell'anima e Geometrie del linguaggio Santini riesce a raggiungere una notevole fama a livello internazionale. Nel 2009 partecipa alla Triennale di Scultura di Bad Ragartz a Bad Ragaz e Vaduz. Qui dopo l'esposizione, la sua opera La linea del tempo viene acquistata dalla famiglia Zullig e collocata nel parco dedicato a Jakob Zullig presso Arbon (Svizzera).
Santini alla fine del decennio esegue tre opere geometriche Janua, Diapson pentagonale e Giano bifronte, che mostrano come, dopo quaranta anni di attività, l'artista riesca in modo semplice a coniugare il suo sentimento interiore e la sua emozione con il rigore geometrico, le sue opere formano quasi un'autobiografia, perché mostrano il suo sentire e il costante dialogo con se stesso.

## Alcune opere
- 1972 Canneto, serpentino;
- 1972 Gli amanti, statuario;
- 1986 Due frontiere, statuario;
- 1990 Donna di cuori, azul Bahia (granito brasiliano);
- 1990 Iris, azul Bahia;
- 1990 Open Sky, cristallino brasiliano;
- 1994 Luce ombra luce, nero Belgio;
- 1994 Continuo, Alabastro;
- 1998 Amore senza fine, nero Belgio;
- 2000 La finestra di Caterina, nero Belgio e cristallino argentino;
- 2004 Notte di San Lorenzo, nero Belgio, giallo Siena, blu Macaubas;
- 2008 La finestra di Carolina, cristallino argentino;
- 2009 Janua, statuario;
- 2010 Pugnale volante, granito indiano;
- 2011 Continuità, statuario (in omaggio a Max Bill);
- 2012 Una goccia, granito nero africano;
- 2012 Goccia dopo goccia, granito nero svedese;
- 2012 Triangolo equilatero, Bianco di Carrara;
- 2013 Yin e Yang, serpentino;
- 2013 Il cuore del cerchio, statuario;
- 2013 1+1=2 l'anima vola, statuario.

## Le collezioni
Alcune opere di Silvio Santini appartengono a collezioni sia in Italia sia all'estero:
- Collezione Gramhart, Bruxelles;
- Collezione Marie-Pierre e Pierre Walliser, Bienne;
- Jacob Zullig Park, Arbon (Svizzera);
- Collezione Kurt Prantl, Vaduz;
- Collezione Carolina+Michael Hilti, Schaan;
- Collezione Raffo, Lucca;
- Collezione Brandestini, Lugano;
- Collezione Città del Valdarno;
- Collezione Hans Liecht, Neuchatel;
- Collezione Pedretti, Zurigo;
- Collezione Colapietro, Roma;
- Collezione Angela Thomas, Zumikon;
- Collezione Passani, Carrara;
- Collezione Pulga, Modena;
- Collezione Giuffredi, Tabiano Terme;
- Collezione Francois Coulet, Nizza;
- Collezione Regula Leuppi, Zugo.